# Топонимия Гренландии
Топонимия Гренландии — совокупность географических названий, включающая наименования природных и культурных объектов на территории Гренландии — автономной территории, подчинённой Королевству Дании. Структура и состав топонимии острова обусловлены его географическим положением, историей и языковой ситуацией.

## Этимология
Название происходит из скандинавских языков и означает буквально «Зелёная земля». История возникновения этого названия описана в Исландских сагах про викинга Эрика Рыжего (др.-сканд. Eiríkr rauði Þorvaldsson, 950—1003). Эрик Торвальдсон, изгнанный из Исландии за два убийства, отправился в изгнание к земле, которая, как было известно уже до него, лежит к северо-западу от Исландии. Найдя благоприятное для поселения место, он вместе с семьёй и трэллами поселился на острове и дал ему название «Гренландия» (норв. Grønland) — судя по всему, в надежде на то, что поселенцы охотнее отправятся на остров с таким благозвучным названием. Эрик Рыжий основал на острове первое европейское поселение Eystribyggd (Восточное поселение). Свидетельства саг подтверждаются результатами радиоуглеродного анализа археологических находок.
Название острова на гренландском языке звучит как Калааллит Нунат («Земля Калааллитов»). Калааллиты — этническая группа гренландских эскимосов, обитающая на западе острова.

## Формирование и состав топонимии
Европейцы начали осваивать Гренландию с X века (см. выше), но освоение острова шло гораздо медленнее, чем освоение Американского континента после открытия его Колумбом. Гренландию заселяли преимущественно выходцы из скандинавских стран, что обусловило характер топонимии острова. По оценке В. А. Жучкевича, в топонимии Гренландии можно выделить 3 основных пласта:
1. эскимосский [коммент. 1]
2. скандинавский
3. мемориальный[6].

Гренландский язык, относящийся к группе эскимосско-алеутских языков, был принесён в Гренландию людьми культуры Туле в XIII веке. Изучение его европейскими лингвистами началось с XVIII века, когда миссионер Пауль Эгеде создал первый словарь гренландского в 1750 году, а первую грамматику — в 1760. С самого начала датской колонизации гренландский язык испытывал постоянно возрастающее давление со стороны датского языка. Языковая политика Дании была направлена на вытеснение гренландского языка и полную замену его датским. Образование, начиная со средней школы, и официальное делопроизводство велось на датском, лишь после получения Гренландией автономии в 1979 году началась политика языковой «гренландизации». До 2009 года гренландский и датский были официальными языками острова, а с июня 2009 года гренландский является единственным официальным языком Гренландии.
Гренландский топонимический пласт является наиболее древним и значительным. Аборигенные названия имеют основные географические объекты — формы рельефа, заливы, бухты, поселения, к которым относятся, например, острова Тугтокорток, Нутармиут, Саркардлит, Нунарсуит, Ангмагсалик; заливы Инесулик, Умонак, Сермилигарсук; поселения Тасиусак, Тугсак, Иглорсуйт, Кангадсиак, Итивидек и другие. Нередки ситуации, когда один и тот же топоним относится к фьорду и поселению на его берегу. Среди топоформантов, типичных для гренландского языка, Н.Хольмер отмечает -суак (формант с увеличительным значением, примеры: Кангерлуссуак, Куллорсуак, Кекертарсуак, Нууссуак), и -нгуак (формант с уменьшительным значением, примеры: Сарфаннгуак).
Скандинавский пласт представлен куда менее широко (не более 30 % от общего числа топонимов Гренландии). Эти топонимы (главным образом датские) в основном являются названиями фьордов и старых поселений. По аналогии со скандинавскими топонимами в Скандинавии, в них часто фигурируют форманты -фьорд, -зунд, -хавн (гавань), например:Бреде-фьорд, Диско-фьорд, Кване-фьорд, Нордвест-фьорд, Тиммиармин-фьорд, Бёрнесунн, Годхавн, Краульсхавн, Якобсхавн, Готхоб, Фредериксхоб, Юлиансхоб.
Мемориальный пласт — это ряд немногочисленных названий преимущественно береговых объектов, данных в честь известных исследователей Арктики — Земля Пири, Земля Юлиуса Эриксона, Мыс Пайер, мыс Норденшельда, Земля Нансена, хребет Кнуда Расмуссена. Ещё более редки топонимы английского и немецкого происхождения.

## Топонимическая политика
Гренландия, будучи автономной территорией в составе Дании, проводит самостоятельную топонимическую политику. Этими вопросами занимается созданный в 1934 году в Дании Комитет по географическим названиям Гренландии (гренл. Nunat Aqqinik Aalajangiisartut), который с 1989 года ведёт свою деятельность в Нууке.

## Комментарии
1. ↑  Жучкевич именует язык аборигенов Гренландии эскимосским, что не вполне корректно — гренландский язык является лишь одним из инуитской группы эскимосской ветви эскимосско-алеутских языков.
2. ↑  Переименован в Кекертарсуак.
3. ↑  Переименован в Илулиссат.
4. ↑  В 1979 году, после установления автономии Гренландии, переименован в Нуук.
5. ↑  Переименован в Какорток.

### на русском языке
- Жучкевич В.А. Общая топонимика. Издание 2-е, исправленное и  дополненное. — Минск: Вышэйная школа, 1968. — С. 432.
- Инструкция по передаче на картах эскимосских географических названий / сост. Д. М. Шрейдер; ред.: Л. И. Розова и Т. И. Казанская. — М.: РИО ВТС, 1960. — 15 с.
- Никонов В.А. Краткий топонимический  словарь. — М.: Мысль, 1966. — 509 с. — 32 000 экз.
- Поспелов Е. М. Географические названия мира. Топонимический словарь / отв. ред. Р. А. Агеева. — 2-е изд., стереотип. — М.: Русские словари, Астрель, АСТ, 2002. — 512 с. — 3000 экз. — ISBN 5-17-001389-2.
- Словарь географических названий зарубежных стран / А. М. Комков. — М.: Недра, 1986. — 459 с.

### на других языках
- Holmer N. Indian place-names in North America. — Uppsala, 1948.